# Dél-Korea festői helyei
Dél-Korea festői helyei a kulturális örökség megőrzésére létrehozott program része, melynek keretében az ország megőrzésre érdemes kulturális örökségét kívánják védeni. A kulturális örökséget a Kulturális Örökségvédelmi Hivatal (대한민국 문화재청, Tehan Minguk Munhva Csecshong, KÖH) felügyeli, a védelmet pedig az 1999-es kulturális örökségvédelmi törvény biztosítja.
A festői helyként definiált helyek természetes festői tájak, amelyek kiemelkedő történelmi, művészi vagy tájképi értékkel rendelkeznek; természetes formációjuknak köszönhetően pedig különlegesek és ritkák.

## Lista
Lekerült a listáról, a levételi dátumot lásd a sorvégi hivatkozásban.
| #    | Kép | Név (hangul, magyaros) | Hely                           | Hiv.                                                           |
| ---- | --- | --- | ------------------------------ | -------------------------------------------------------------- |
| 1.   |     | Szogumgang (소금강) | Kangnung, Kangvon              | , Archiválva 2017. február 24-i dátummal a Wayback Machine-ben |
| 2.   |     | Hegumgang-hegy, Kodzse-sziget (거제 해금강) | Kodzse, Dél-Kjongszang         | , Archiválva 2017. február 24-i dátummal a Wayback Machine-ben |
| 3.   |     | Kugjedung partszakasz (완도 정도리 구계등 Vando Csongdori Kugjedung) | Vando, Dél-Csolla              | , Archiválva 2016. március 5-i dátummal a Wayback Machine-ben  |
| 4.   |     | Tedunszan hegyi régió (해남 대둔산 일원 Henam Tedunszan irvon) | Henam, Dél-Csolla              |                                                                |
| 5.   |     | A Szonggvangsza templom és Szonamsza templom területe (승주 송광사 선암사 일원 Szungdzsu szonggvangsza Szonamsza irvon)                                                                            | Szuncshon, Dél-Csolla          |                                                                |
| 6.   |     | Purjongsza-völgy (울진 불영사 계곡 일원 Uldzsin Purjongsza kjegok irvon) | Uldzsin, Észak-Kjongszang      | , Archiválva 2017. február 24-i dátummal a Wayback Machine-ben |
| 7.   |     | Szangbekto és Habekto szigetek (여수 상백도·하백도 일원 Joszu Szangbekto Habekto irvon) | Joszu, Dél-Csolla              | , Archiválva 2017. február 24-i dátummal a Wayback Machine-ben |
| 8.   |     | Sziklák Pengnjongdo szigetén, a Tumudzsin parton (옹진 백령도 두무진 Ongdzsin Pengnjongdo Tumudzsin)                                                                                               | Ongdzsin, Incshon              | , Archiválva 2017. február 24-i dátummal a Wayback Machine-ben |
| 9.   |     | Csin-szigeti tengeri út (진도의 바닷길 Csindo padatkil) | Csin-sziget, Dél-Csolla        | , Archiválva 2017. február 24-i dátummal a Wayback Machine-ben |
| 10.  |     | Szamgakszan (삼각산 Szamgakszan) | Kojang, Kjonggi                | , Archiválva 2017. február 24-i dátummal a Wayback Machine-ben |
| 11.  |     | Csuvangkgjegok völgy, Csuvangszan (청송 주왕산 주왕계곡 일원 Cshongszong Csuvangszan Csuvanggjegok irvon)                                                                                          | Cshongszong, Észak-Kjongszang  | , Archiválva 2016. március 5-i dátummal a Wayback Machine-ben  |
| 12.  |     | Maiszan (진안 마이산 Csinan Maiszan) | Csinan, Észak-Csolla           | , Archiválva 2017. február 24-i dátummal a Wayback Machine-ben |
| 13.  |     | A Csheszokkang- és Csokpjokkang-sziklák Puanban (부안 채석강·적벽강 일원 Puan Csheszokkang Csokpjokkang irvon)                                                                                     | Puan, Észak-Csolla             | , Archiválva 2017. február 24-i dátummal a Wayback Machine-ben |
| 14.  |     | Az Orajon-völgy Jongvolban (영월 어라연 일원 Jongvol Orajon irvon) | Jongvol, Kangvon               | , Archiválva 2016. március 5-i dátummal a Wayback Machine-ben  |
| 15.  |     | Teraszos rizsföldek Kacshon falunál (남해 가천마을 다랑이논 Namhe Kacshonmaul tarangminon) | Namhe, Dél-Kjongszang          | , Archiválva 2013. december 6-i dátummal a Wayback Machine-ben |
| 16.  |     | Hörjongpho hurokkanyar (예천 회룡포 Jecshon Hörjongpho) | Jecshon, Észak-Kjongszang      | , Archiválva 2013. december 6-i dátummal a Wayback Machine-ben |
| 17.  |     | Thedzsongde-sziklák Puszanban (부산 영도 태종대 Puszan Jongdo Thedzsongde) | Jongdo, Puszan                 | , Archiválva 2017. február 24-i dátummal a Wayback Machine-ben |
| 18.  |     | A Szomemuldo sziget kisebb Tungdeszom szigete (소매물도 등대섬 Szomemuldo Tungdeszom) | Thongjong, Dél-Kjongszang      | , Archiválva 2017. február 24-i dátummal a Wayback Machine-ben |
| 19.  |     | Szonmongde pavilon (예천 선몽대 일원 Jecshon Szonmongde irvon) | Jecshon, Észak-Kjongszang      | , Archiválva 2017. február 24-i dátummal a Wayback Machine-ben |
| 20.  |     | Az Irimdzsi-víztározó és a Cserim erdő (제천 의림지와 제림 Csecshon Irimdzsiva Cserim) | Csecshon, Észak-Cshungcshong   | , Archiválva 2017. február 24-i dátummal a Wayback Machine-ben |
| 21.  |     | Komanaru rév területe Kongdzsuban (공주 고마나루 Kongdzsu Komanaru) | Kongdzsu, Dél-Cshungcshong     | , Archiválva 2017. február 24-i dátummal a Wayback Machine-ben |
| 22.  |     | A Szuphcsengi erdő a Jonggvang megye Popszongdzsin kikötőjénél (영광 법성진 숲쟁이 Jonggvang Popszongdzsin Szuphcsengi)                                                                            | Jonggvang, Dél-Csolla          | , Archiválva 2017. február 24-i dátummal a Wayback Machine-ben |
| 23.  |     | Cshongnjangszan (봉화 청량산 Ponghva Cshongnjangszan) | Ponghva, Észak-Kjongszang      | , Archiválva 2017. február 24-i dátummal a Wayback Machine-ben |
| 24.  |     | Orjukto szigetek (부산 오륙도 Puszan Orjukto) | Déli kerület, Puszan           | , Archiválva 2017. február 24-i dátummal a Wayback Machine-ben |
| 25.  |     | A Cshojondzsong pavilont övező erdő (순천 초연정 원림 Szuncshon Cshojondzsong vollim) | Szuncshon, Dél-Csolla          | , Archiválva 2017. február 25-i dátummal a Wayback Machine-ben |
| 26.  |     | A Pegundzsong pavilon és a Kehoszongszup fenyőerdő Andongban (안동 백운정 및 개호송숲 일원 Andong Pegundzsong mit Kehoszongszup irvon) )                                                           | Andong, Észak-Kjongszang       | , Archiválva 2017. február 24-i dátummal a Wayback Machine-ben |
| 27.  |     | A Nakszansza templom Iszongde pavilonja és Hongnjongam remetelakja (양양 낙산사 의상대와 홍련암 Jangjang Nakszansza Iszongdeva Hongnjonam)                                                         | Jangjang, Kangvon              | , Archiválva 2017. február 24-i dátummal a Wayback Machine-ben |
| 28.  |     | A Csukszoru pavilon és az Osipcshon patak Szamcshokban (삼척 죽서루와 오십천 Szamcshok Csukszoruva Osipcshon)                                                                                      | Szamcshok, Kangvon             | , Archiválva 2017. február 24-i dátummal a Wayback Machine-ben |
| 29.  |     | A régi Kurjongnjong út (구룡령 옛길 Kurjongnjong jetkil) | Jangjang, Kangvon              | , Archiválva 2017. február 24-i dátummal a Wayback Machine-ben |
| 30.  |     | A régi Csungnjong út (죽령 옛길 Csungnjong jetkil) | Jongdzsu, Észak-Kjongszang     | , Archiválva 2017. február 24-i dátummal a Wayback Machine-ben |
| 31.  |     | A Thokkibiri út Mungjongban (문경 토끼비리 Mungjong Thokkibiri) | Mungjong, Észak-Kjongszang     | , Archiválva 2017. február 24-i dátummal a Wayback Machine-ben |
| 32.  |     | Mungjongszedzse-hágó (문경새재 Mungjongszedzse) | Mungjong, Észak-Kjongszang     | , Archiválva 2017. február 24-i dátummal a Wayback Machine-ben |
| 33.  |     | Kvanghalljuvon kert (광한루원 Kvanghalljuvon) | Namvon, Észak-Csolla           | , Archiválva 2017. február 24-i dátummal a Wayback Machine-ben |
| 34.  |     | Jun Szondo-kert, Pogildo sziget (보길도 윤선도 원림 Pogildo Jun Szondo vollim) | Vando, Dél-Csolla              | , Archiválva 2017. február 24-i dátummal a Wayback Machine-ben |
| 35.  |     | Szongnakvon kert (성락원 Szongnakvon) | Szongbuk-ku, Szöul             | , Archiválva 2017. február 24-i dátummal a Wayback Machine-ben |
| 36.  |     | Pekszoktongcshon (서울 부암동 백석동천 Szoul Puam-tong Pekszoktongcshon) | Csongnjo kerület, Szöul        | , Archiválva 2017. február 24-i dátummal a Wayback Machine-ben |
| 37.  |     | Murunggjegok völgy (동해 무릉계곡 Tonghe Murunggjegok) | Tonghe, Kangvon                | , Archiválva 2017. február 24-i dátummal a Wayback Machine-ben |
| 38.  |     | Pegjangsza (장성 백양사 백학봉 Csangszong Pegjangsza Pekhakpong) | Csangszong, Dél-Csolla         | , Archiválva 2017. február 24-i dátummal a Wayback Machine-ben |
| 39.  |     | Kumszan (남해 금산 Namhe Kumszan) | Namhe, Dél-Kjongszang          | , Archiválva 2016. március 5-i dátummal a Wayback Machine-ben  |
| 40.  |     | Szoszvevon kert (담양 소쇄원 Tamjang Szoszvevon) | Tamjang, Dél-Csolla            | , Archiválva 2013. december 6-i dátummal a Wayback Machine-ben |
| 41.  |     | Szuncshonman öböl (순천만 Szuncshonman) | Szuncshon, Dél-Csolla          | , Archiválva 2013. december 6-i dátummal a Wayback Machine-ben |
| 42.  |     | Thangumde-terasz (충주 탄금대 Cshungdzsu Thangumde) | Cshungdzsu, Észak-Cshungcshong | , Archiválva 2016. március 5-i dátummal a Wayback Machine-ben  |
| 43.  |     | Csongbangphokpho vízesés (제주 서귀포 정방폭포 Csedzsu Szogüpho Csongbangphokpho) | Szogüpho, Csedzsu              | , Archiválva 2014. május 31-i dátummal a Wayback Machine-ben   |
| 44.  |     | Todamszambong (A Todam-tó három sziklája) (단양 도담삼봉 Tanjang Todamszambong) | Tanjang, Észak-Cshungcshong    | , Archiválva 2013. december 6-i dátummal a Wayback Machine-ben |
| 45.  |     | Tanjangi kőkapu (단양 석문 Tanjang szokmun) | Tanjang, Észak-Cshungcshong    | , Archiválva 2017. február 24-i dátummal a Wayback Machine-ben |
| 46.  |     | Kudambong hegy (단양 구담봉 Tanjang Kudambong) | Tanjang, Észak-Cshungcshong    | , Archiválva 2017. február 24-i dátummal a Wayback Machine-ben |
| 47.  |     | Szainam-szikla (단양 사인암 Tanjang Szainam) | Tanjang, Észak-Cshungcshong    | , Archiválva 2017. február 24-i dátummal a Wayback Machine-ben |
| 48.  |     | Okszunbong hegy (제천 옥순봉 Csecshon Okszunbong) | Csecshon, Észak-Cshungcshong   | , Archiválva 2017. február 24-i dátummal a Wayback Machine-ben |
| 49.  |     | A Kjerimnjong-hágóra vezető Hanuldzse-ösvény (충주 계립령로 하늘재 Cshungdzsu Kjerimnjong Hanuldzse)                                                                                               | Cshungdzsu, Észak-Cshungcshong | , Archiválva 2017. február 24-i dátummal a Wayback Machine-ben |
| 50.  |     | Cshongnjongpho (영월 청령포 Jongvol Cshongnjongpho) | Jongvol, Kangvon               | , Archiválva 2017. február 24-i dátummal a Wayback Machine-ben |
| 51.  |     | A Cshogandzsong pavilont övező erdő Jecshonban (예천 초간정 원림 Jecshon Csogandzsong vollim) | Jecshon, Észak-Kjongszang      | , Archiválva 2017. február 24-i dátummal a Wayback Machine-ben |
| 52.  |     | Cshemidzsong pavilon Kumiban (구미 채미정 Kumi Cshemidzsong) | Kumi, Észak-Kjongszang         | , Archiválva 2017. február 24-i dátummal a Wayback Machine-ben |
| 53.  |     | Szuszungde-szikla (거창 수승대 Kocshang Szuszungde) | Kocshang, Dél-Kjongszang       | , Archiválva 2017. február 24-i dátummal a Wayback Machine-ben |
| 54.  |     | A Szonunszan hegy Toszolgjegok völgye (고창 선운산 도솔계곡 일원 Kocshang Szonunszan Toszolgjegok irvon)                                                                                           | Kocshang, Észak-Csolla         |                                                                |
| 55.  |     | Ilszade-szikla (무주구천동 일사대 일원 Mudzsu Kucshon-tong Ilszade irvon) | Mudzsu, Észak-Csolla           |                                                                |
| 56.  |     | A Phahö-vízesés és a Szusimde-szikla (무주구천동 파회·수심대 일원 Mudzsu Kucshon-tong Phahö Szusimde irvon)                                                                                        | Mudzsu, Észak-Csolla           |                                                                |
| 57.  |     | Sigjongdzsong pavilon (담양 식영정 일원 Tamjang Sigjongdzsong irvon) | Tamjang, Dél-Csolla            |                                                                |
| 58.  |     | Mjongokhon kert (담양 명옥헌 원림 Tamjang Mjongokhon vollim) | Tamjang, Dél-Csolla            |                                                                |
| 59.  |     | Mihvangsza (해남 달마산 미황사 일원 Henam Talmaszan Mihvangsza irvon) | Henam, Dél-Csolla              |                                                                |
| 60.  |     | Cshongamdzsong pavilon és a Szokcshongjegok völgy (봉화 청암정과 석천계곡 Ponghva Cshongamdzsonggva Szokcshongjegok)                                                                               | Ponghva, Észak-Kjongszang      |                                                                |
| 61.  |     | Popcsusza (속리산 법주사 일원 Szungniszan Popcsusza irvon) | Poun, Észak-Cshungcshong       |                                                                |
| 62.  |     | Heinsza (가야산 해인사 일원 Kajaszan Heinsza irvon) | Hapcshon, Dél-Kjongszang       |                                                                |
| 63.  |     | Kudure park (부여 구드래 일원 Pujo Kudure irvon) | Pujo, Dél-Cshungcshong         |                                                                |
| 64.  |     | Hvaomsza (지리산 화엄사 일원 Csiriszan Hvaomsza irvon) | Kurje, Dél-Csolla              |                                                                |
| 65.  |     | Szonggvangsza és Szonamsza (조계산 송광사·선암사 일원 Csogjeszan Szonggvangsza Szonamsza irvon) | Szuncshon, Dél-Csolla          |                                                                |
| 66.  |     | Tehungsza (두륜산 대흥사 일원 Turjunszan Tehungsza irvon) | Henam, Dél-Csolla              |                                                                |
| 67.  |     | Pegakszan (서울 백악산 일원 Szoul Pegakszan irvon) | Csongno-ku, Szöul              |                                                                |
| 68.  |     | Hadzsode világítótorony (양양 하조대 Jangjang Hadzsode) | Jangjang, Kangvon              |                                                                |
| 69.  |     | A Halmi- és a Harabi-szikla (안면도 꽃지 할미 할아비 바위 Anmjon-to Kkotcsi Halmi Harabi paü) | Thean, Dél-Cshungcshong        |                                                                |
| 70.  |     | Cshongphjongsza (춘천 청평사 고려선원 Cshuncshon Cshongphjongsza Korjoszonvon) | Cshuncshon, Kangvon            |                                                                |
| 71.  |     | V alakú bambusz halászgátak a Csidzsokhehjop szorosban (남해 지족해협 죽방렴 namhe Csidzsokhehjop csukpangnjop)                                                                                    | Namhe, Dél-Kjongszang          |                                                                |
| 72.  |     | Hansin-völgy a Csiriszan hegyen (지리산 한신계곡 일원 Csiriszan Hansinkjegok irvon) | Hamjang, Dél-Kjongszang        |                                                                |
| 73.  |     | Komnjongszo patak (태백 검룡소 Thebek Komnjongszo) | Thebek, Kangvon                |                                                                |
| 74.  |     | A Tegvalljong-hágóhoz vezető régi út (대관령 옛길 Tegvalljong jetkil) | Kangnung, Kangvon              |                                                                |
| 75.  |     | Koreai-félsziget alakú szikla Jongvolban (영월 한반도 지형 Jongvol Hanbando csihjop) | Jongvol, Kangvon               |                                                                |
| 76.  |     | Szondol-szikla (영월 선돌 Jongvol Szondol) | Jongvol, Kangvon               |                                                                |
| 77.  |     | Szanbangszan (제주 서귀포 산방산 Csedzsu Szogüpho Szangbangszan) | Szogüpho, Csedzsu              |                                                                |
| 78.  |     | Szöszokkak (a Hjodoncshon patak torkolata) (제주 서귀포 쇠소깍 Csedzsu Szogüpho Szöszokkak) | Szogüpho, Csedzsu              |                                                                |
| 79.  |     | Ödolge-szikla (제주 서귀포 외돌개 Csedzsu Szogüpho Ödolge) | Szogüpho, Csedzsu              |                                                                |
| 80.  |     | Ullimszanbang (진도 운림산방 Csindo Ullimszanbang) | Csindo, Dél-Csolla             |                                                                |
| 81.  |     | Jonggjedzsong pavilon és a Toktongszup erdő (포항 용계정과 덕동숲 Phohang Jonggjedzsonggva Toktongszup)                                                                                            | Phohang, Észak-Kjongszang      |                                                                |
| 82.  |     | Manhjudzsong pavilon (안동 만휴정 원림 Andong Manhjudzsong vollim) | Andong, Észak-Kjongszang       |                                                                |
| 83.  |     | Szaraorum vulkánkúp (사라오름) | Szogüpho, Csedzsu              |                                                                |
| 84.  |     | A Jongsilgiam sziklák és az Obengnahan szentély (영실기암과 오백나한 Jongsilgiamgva Obengnaham) | Szogüpho, Csedzsu              |                                                                |
| 85.  |     | Jongcshuphokpho vízesés (함양 심진동 용추폭포 Hamjang Simdzsin-tong Jongcshuphokpho) | Hamjang, Dél-Kjongszang        |                                                                |
| 86.  |     | Kojondzsong pavilon (함양 화림동 거연정 일원 Hamjang Hvarim-tong Kojondzsong irvon) | Hamjang, Dél-Kjongszang        |                                                                |
| 87.  |     | Voljonde (밀양 월연대 일원 Mirjang Voljonde irvon) | Mirjang, Dél-Kjongszang        |                                                                |
| 88.  |     | Jongamdzsong pavilon (거창 용암정 일원 Kocshang Jongamdzsong irvon) | Kocshang, Dél-Kjongszang       |                                                                |
| 89.  |     | Imdedzsong pavilon (화순 임대정 원림 Hvaszun Imdedzsong irvon) | Hvaszun, Dél-Csolla            |                                                                |
| 90.  |     | Pengnoktam tó a Halla-hegyen (한라산 백록담 Hallaszan Pengnoktam) | Szogüpho, Csedzsu              |                                                                |
| 91.  |     | Szondzsakcsivat-fennsík a Halla-hegyen (한라산 선작지왓 Hallaszan Szondzsakcsivat) | Szogüpho, Csedzsu              |                                                                |
| 92.  |     | Pangszonmun völgy (제주 방선문 Csedzsu Pangszonmun) | Csedzsu, Csedzsu               |                                                                |
| 93.  |     | Hvadzsogjon-szikla (포천 화적연 Phocshon Hvadzsogjon) | Phocshon, Kjonggi              |                                                                |
| 94.  |     | Monguri-szurdok (포천 한탄강 멍우리 협곡 Phocshon Hanthankang Monguri hjopkok) | Phocshon, Kjonggi              |                                                                |
| 95.  |     | Pirjongphokpho vízesés (설악산 비룡폭포 계곡 일원 Szorakszan Pirjongphokpho kjegok irvon) | Szokcsho, Kangvon              |                                                                |
| 96.  |     | Thovangszongphokpho vízesés (설악산 토왕성폭포 Szorakszan Thovangszongphokpho) | Szokcsho, Kangvon              |                                                                |
| 97.  |     | Teszungphokpho vízesés (설악산 대승폭포 Szorakszan Teszungphokpho) | Indzse, Kangvon                |                                                                |
| 98.  |     | Sibiszonnjothang-völgy (설악산 십이선녀탕 일원 Szorakszan Sibiszonnjothang irvon) | Indzse, Kangvon                |                                                                |
| 99.  |     | Kugoktamgjegok völgy (설악산 수렴동·구곡담 계곡 일원 Szorakszan Szurjom-tong Kugoktamgjegok irvon)                                                                                                 | Indzse, Kangvon                |                                                                |
| 100. |     | Ulszanbaü-szikla (설악산 울산바위 Szorakszan Ulszanbaü) | Kangvon                        |                                                                |
| 101. |     | Cshonbuldongkjegok völgy és a Piszonde-sziklák (설악산 비선대와 천불동계곡 일원 Szorakszan Piszondeva Cshonbuldong kjegok irvon)                                                                   | Szokcsho, Kangvon              |                                                                |
| 102. |     | Jongadzsangszong hegygerinc (설악산 용아장성 Szorakszan Jongadzsangszong) | Indzse, Kangvon                |                                                                |
| 103. |     | Kongnjongnungszon hegygerinc (설악산 공룡능선 Szorakszan Kongnjongnungszon) | Kangvon                        |                                                                |
| 104. |     | Mangjongde-hegy (설악산 내설악 만경대 Szorakszan Neszorak Mankjongde) | Indzse, Kangvon                |                                                                |
| 105. |     | Csuszandzsi tó (청송 주산지 일원 Cshongszong Csuszandzsi irvon) | Cshongszon, Észak-Kjongszang   |                                                                |
| 106. |     | Jongjongjegok völgy (강릉 용연계곡 일원 kangnung Jongjon kjegok irvon) | Kangnung, Kangvon              |                                                                |
| 107. |     | Hvangbjoktang (광주 환벽당 일원 光州環碧堂一圓 Kvangdzsu Hvangbjoktang irvon) | Kvangdzsu                      |                                                                |
| 108. |     | Kjongphode pavilon és Kjongphoho lagúna (강릉 경포대와 경포호 江陵鏡浦臺와鏡浦湖 Kangnung Kjongphodeva Kjongphoho)                                                                                 | Kangnung, Kangvon              |                                                                |
| 109. |     | Szudzsongsza templom (남양주 운길산 수종사 일원 南楊州雲吉山水鍾寺一圓 Namjangdzsu Ungilszan Szudzsongsza irvon)                                                                                   | Namjangdzsu, Kjonggi           |                                                                |
| 110. |     | Hvajang völgy (괴산 화양구곡 槐山華陽九曲 Köszan Hvajanggugok) | Köszan, Észak-Cshungcshong     |                                                                |
| 111. |     | Szaszongam remetelak (구례 오산 사성암 일원 求禮鼇山四聖庵一圓 Kurje Oszan Szaszongam irvon) | Kurje, Dél-Csolla              |                                                                |
| 112. |     | Hvaszuni vörös sziklák (화순 적벽 和順 赤壁 Hvaszun csokpjok) | Hvaszun, Dél-Csolla            |                                                                |
| 113. |     | A Szonjudo sziget Mangdzsubong hegycsúcsa és környezete (군산 선유도 망주봉 일원 群山 仙遊島 望主峰 一圓 Kunszan Szonjudo Mangdzsubong ilvon)                                                      | Kunszan, Észak-Csolla          |                                                                |
| 114. |     | Kjubong oszlopos elválás és a Csigong kőtömbfolyam a Mudungszan hegyen (Mountain 무등산 규봉 주상절리와 지공너덜 無等山 圭峯 柱狀節理와 指空너덜 Mudungszan Kjubong csuszangcsolliva Csigongnodol) | Hvaszun, Dél-Csolla            |                                                                |
| 115. |     | A Pegundong kert Kangdzsinban (강진 백운동 원림 康津 白雲洞 園林 Kangdzsin Pegundong vollim) | Kangdzsin, Dél-Csolla          |                                                                |
| 116  |     | A Csikszo-vízesés és környéke Puanban (부안 직소폭포 일원 扶安 直沼瀑布 一圓 Puan Csikszophokpho ilvon)                                                                                            | Puan, Észak-Csolla             |                                                                |
| 117  |     | Szomdung-félsziget, Kago-sziget (신안 가거도 섬등반도 新安 可居島 섬등半島 Sian Kagodo Szomdungbando)                                                                                              | Sian-kun, Dél-Csolla           |                                                                |
| 118  |     | Szongnagvon (성락원) (서울 성북동 별서 서울 城北洞 別墅 Szoul Szongbuk-tong Pjolszo) | Szongbuk-ku, Szöul             |                                                                |